# Municipio de Nile
El municipio de Nile (en inglés: Nile Township) es un municipio ubicado en el condado de Scioto en el estado estadounidense de Ohio. En el año 2010 tenía una población de 2388 habitantes y una densidad poblacional de 10,64 personas por km².

## Geografía
El municipio de Nile se encuentra ubicado en las coordenadas 38°42′10″N 83°10′38″O / 38.70278, -83.17722. Según la Oficina del Censo de los Estados Unidos, el municipio tiene una superficie total de 224.47 km², de la cual 222,41 km² corresponden a tierra firme y (0,92 %) 2,06 km² es agua.

## Demografía
Según el censo de 2010, había 2388 personas residiendo en el municipio de Nile. La densidad de población era de 10,64 hab./km². De los 2388 habitantes, el municipio de Nile estaba compuesto por el 97,07 % blancos, el 0,29 % eran afroamericanos, el 0,42 % eran amerindios, el 0,34 % eran asiáticos, el 0,13 % eran de otras razas y el 1,76 % eran de una mezcla de razas. Del total de la población el 1,13 % eran hispanos o latinos de cualquier raza.